# Готарз I
Готарз I — царь Парфии, правил приблизительно в 91 — 81 годах до н. э. Из династии Аршакидов
Готарз I был внуком Фрияпатия, пришёл к власти ещё при Митридате II — в то время, когда Митридат уже был немощным стариком и не мог самостоятельно править — став фактически его соправителем. Имя «Готарз» происходит от парфянского Gōdarz, а то само — от древнеиранского *Gau-tarza- (буквально «Дробильщик быков»).
Если правильно прочтена надпись на зарисовке барельефа Митридата II в Бехистуне (сам рельеф сохранился лишь частично), Готарз в правление Митридата II носил титул главного сатрапа (сатрапа сатрапов). Широко раскинувшаяся империя Митридата II заставила того делегировать дополнительные властные полномочия подчиненным ему наместникам, что предоставило им большие, чем когда-либо, возможности для самовозвышения. Готарз, видимо, был назначен наместником западных областей Парфянской династии и, в первую очередь, Вавилонии. Воспользовавшись тем, что Митридат был отвлечён делами на востоке страны, а также тем что парфянский царь находился в преклонном возрасте и уже не мог крепко как прежде держать бразды правления в своих руках, Готарз поднял восстание против своего суверена и провозгласил себя царём в западных провинциях. Уже в 91 году до н. э. царь Готарз I со своими царицами, одну из которых звали Аши’абатум, а имя второй не поддаётся прочтению, появляются на табличках из Вавилона. Единственный факт, который дают эти таблички, — это то, что Готарз был тогда признан царём в Вавилоне; размеры подчиненной ему территории остаются неопределенными.
Готарз и его ближайший преемник Ород являются единственными парфянскими царями во всех многочисленных документах этого периода, которые упоминаются чаще под своими собственными именами, чем под титулом «Аршак». Вывод очевиден[стиль]: имя было необходимо, чтобы указать, о каком именно Аршаке идёт речь. Здесь мы имеем свидетельство конфликта между Митридатом и его бывшим сатрапом сатрапов. О взаимоотношениях двух парфянских царей Митридата II и Готарза I сведений не сохранилось, но это разделение власти вряд ли добавило могущества[стиль] Парфянскому царству. В 88—85 годах до н. э. армянский царь Тигран II отнял у парфян те «семьдесят долин», которые он вынужден был в своё время уступить Митридату II.
Примерно в 88/87 году до н. э. Митридат II умер и Готарз I вступил в борьбу за власть с его сыном Ородом I. Пользуясь слабостью парфян, Тигран II продолжал захватывать их владения. Он вторгся в Гордиену, опустошив область около Ниневии; также Адиабена с очень важным центром Арбела оказалась в его руках. Оттуда он отправился в Мидию, где сжёг царский дворец в Адрапане (Артамане) на великой дороге к западу от Экбатаны. Атропатена стала его вассальным государством. В конце концов Тигран победоносно прошёл с оружием через Северную Месопотамию и далее на запад, вплоть до Сирии и Финикии, гордо нося на виду у самих парфян столь привычный им титул «царь царей», на который никогда не претендовал Готарз.
Таблички, датированные правлением «Аршака, который зовется Готарзом», продолжают существовать до 87 года до н. э. После смерти его великого соперника личное имя Готарза немедленно исчезло с табличек, так как больше не было необходимости разделять двух претендентов на царский титул, и теперь Готарз появляется в надписях просто как царь Аршак. Готарз продолжал контролировать Вавилонию до 81/80 года до н. э. Но в апреле 80 года до н. э. на табличках появляется некий Ород (I), причём использование им личного имени предполагает его конфликт с царствующим Аршаком, вероятно Готарзом, о котором с этого времени нам ничего больше не известно.